# 查基·布朗
克拉伦斯·布朗（英語：Clarence Brown，1968年2月29日—），美国NBA联盟前职业篮球运动员。他在1989年的NBA选秀中第2轮第34顺位被克里夫兰骑士选中。